# Roscoe Arbuckle
Roscoe Arbuckle (művészneve: Fatty; azaz: Hájas) (álneve: William Goodrich) (Smith Center, Kansas, 1887. március 24. – New York, 1933. június 29.) amerikai színész, filmrendező. Macklyn Arbuckle (1866–1933) és Andrew Arbuckle (1887–1938) unokatestvére volt.

## Életpályája
1889-ben családja Santa Ana-ba költözött. 1895-ben jelent meg először színpadon. 1912-től filmezett a Selig végnél, majd Keystone-éknál. 1913-ig színpadon dolgozott. Hírneve tetőpontján (1921) egy gyilkossági ügybe keveredett és – bár tisztázta őt a vizsgálat – a hírhedt hollywoodi erkölcsvédő szervezetek bojkottálták. Többé nem szerepelhetett kamera előtt, s rendezni is csak álnéven tudott. 1932-ben a Warner Bros.Warner Brothershez került. 1960-ban csillagot kapott a hírességek sétányán.
A film hőskorában a kacagtató, rövid burleszkek egyik legnépszerűbb szereplője volt. Nevét - test adottságát, kövérségét kihasználva - komikusként tette ismertté. A nagyok közül Charlie Chaplin és Mabel Normand komika partnere volt, s Mack Sennett irányításával dolgozott.

## Magánélete
1908-1925 között Minta Durfee (1889–1975) színésznő volt a felesége. 1925–1929 között Doris Deane volt a párja. 1931–1933 között Addie McPhail (1905–2003) színésznővel élt együtt.

## Filmjei
- Fatty munkában (1913)
- Egy bandita (1913)
- Mabel drámai karrierje (1913)
- A cigánykirálynő (1913)
- A mama fiacskája (1913)
- Fatty San Diegóban (1913)
- Knock out (1914)
- Fatty szerelme (1914)
- A riadó (1914)
- Fatty és a Broadway csillagai (1915)
- Egy vakmerő Romeo (1917)
- Texasi kaland (1918)
- A szakácsnő (1918)
- A garázs (1920)
- Brewster milliói (1921)
- Ábrándozás (1922)
- Elmegyek vadnyugatra (1925)
- A vörös malom (1927)
- Kortársunk, Chaplin - Az Aranyláz (2003)